# 聖ジョージ大聖堂 (サザーク区)
聖ジョージ・メトロポリタン大聖堂（英語: The Metropolitan Cathedral Church of St George）、通称サザークの聖ジョージ大聖堂（英語: St George's Cathedral, Southwark）は、南ロンドン、カトリック教会サザーク大司教区の大聖堂であり、サザーク大司教の大司教座である。
この大聖堂はカトリックにおけるサザーク管区の母教会である。サザーク管区はロンドンのテムズ川から南側の全地域、ケント州とサリー州北部も含むサザーク大司教区と、アランデルおよびブライトン、ポーツマス、プリマスの管区をカバーしている。サザーク大司教の首都大司教座大聖堂である。
聖ジョージ大聖堂はロンドンのランベス・ロードとセント・ジョージ・ロードが交差する箇所にあり、帝国戦争博物館の向かい側に建っている。大聖堂のすぐ北、ウェストミンスター・ブリッジ・ロード上に聖ジョージ大聖堂ローマンカトリック小学校とカトリック海外開発庁 (CAFOD) 本部がある。

## 来歴

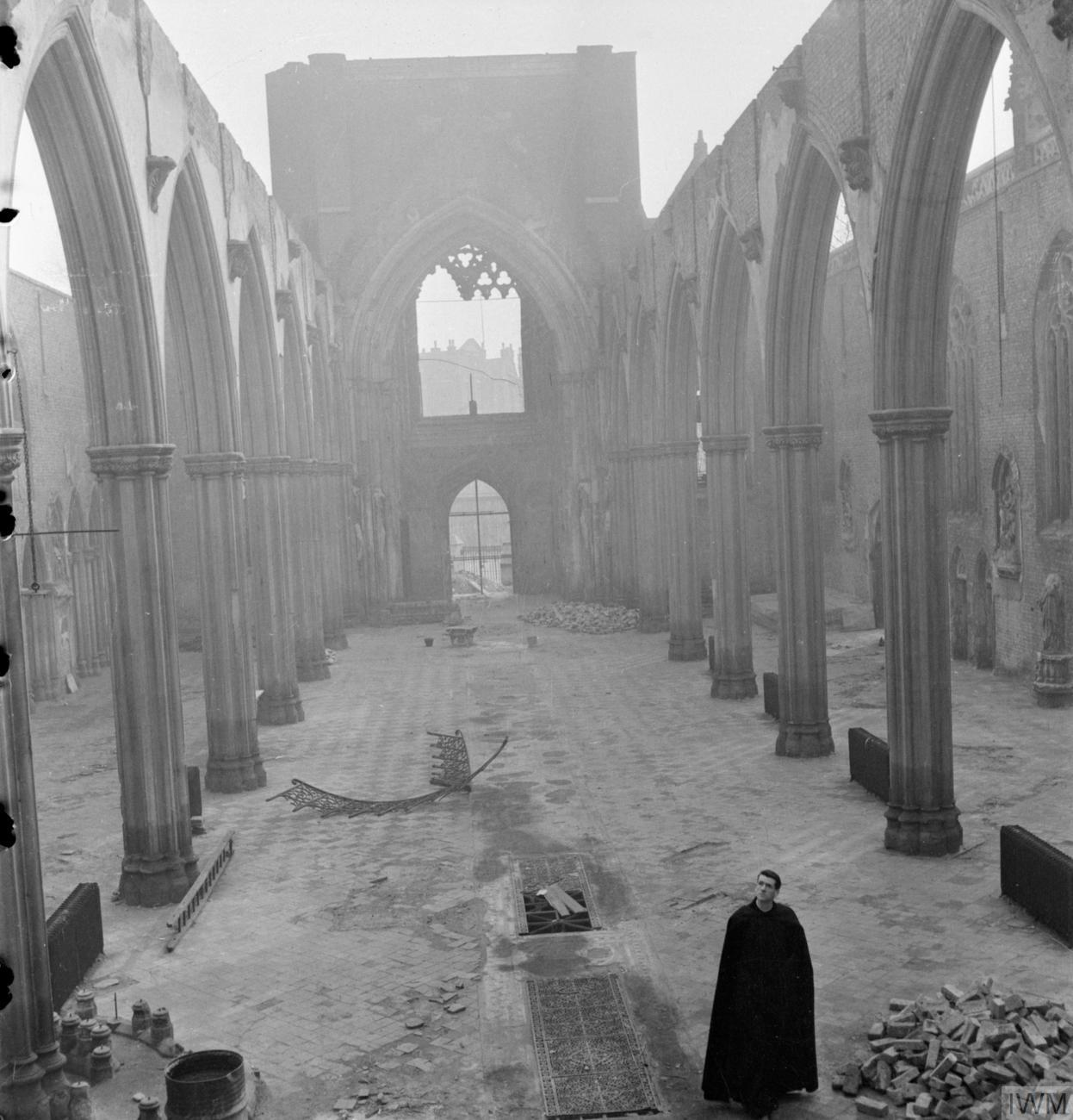
1942年にザ・ブリッツで甚大な被害を被った大聖堂内を歩くディクソン神父

聖ジョージ大聖堂は1848年にでき、1852年に大聖堂となった。イングランド宗教改革以来、イングランドとウェールズでカトリック大聖堂の地位を得た教会は聖ジョージを含めて4つしかなく、ロンドンでははじめての例であった。オーガスタス・ウェルビー・ノースモア・ピュージンが設計した。ピュージンはチャールズ・バリーとともに英国議会議事堂再建の設計をしたことで有名な建築家である。ピュージンは1848年8月10日、新婦のジェーンとここで結婚式をあげたが、これは聖ジョージ大聖堂ではじめての結婚式であった。ピュージンにとっては3度目の結婚であった。大聖堂は第二次世界大戦の空襲で大きな被害を被り、1958年に再建された。それ以来、大聖堂は破壊される前と同様、地元のコミュニティの中で中心的な役割を果たすようになっており、多くの著名な来訪者を迎えている。1998年にはダライ・ラマ14世を迎え、1982年にはヨハネ・パウロ2世が来訪した。大聖堂は品質の高いステンドグラスを多数保有しており、そのうち1枚にはヨハネ・パウロ2世も描かれている。
2011年のイースターの際に、1958年に作られたジョン・コンプトン・オルガンの部分的修復と、ジョージ・ペイス聖歌隊席の内陣への設置が実施された。これはイングランド国教会のセント・オールバンズ大聖堂からの贈りものである。聖ジョージ大聖堂は、第二次世界大戦でイギリスに爆撃されたドイツのノルトライン＝ヴェストファーレン州にあるパーダーボルン大聖堂と、地元のイングランド国教会の大聖堂であるサザーク大聖堂と密接な連携を保っている。

## 音楽
聖ジョージ大聖堂合唱団は1848年から大聖堂のミサやイベントなどで演奏を行っており、2015年にBBC1で放送されたクリスマス深夜ミサなどをはじめとして、BBCのラジオやテレビにも出演している。

## 現況
大聖堂は帝国戦争博物館に隣接しているほか、サウス・バンク、テムズ川、ウェストミンスター橋、ロンドン・アイ、聖トマス病院、ウォータールー駅などが徒歩圏内にある。毎年夏にはロンドンサウスバンク大学の卒業式が大聖堂で行われる。聖セシリア学院の集会でもしばしば使用されている。ホワイトホール・オーケストラやトリニティ・カレッジ・オブ・ミュージックなどが演奏のために使用することもある。

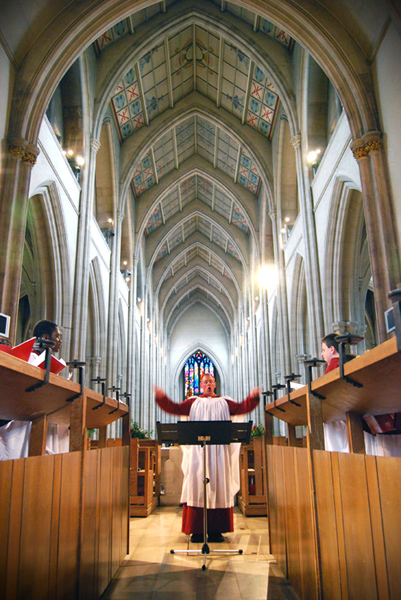
ジョージ・ペイス聖歌隊席
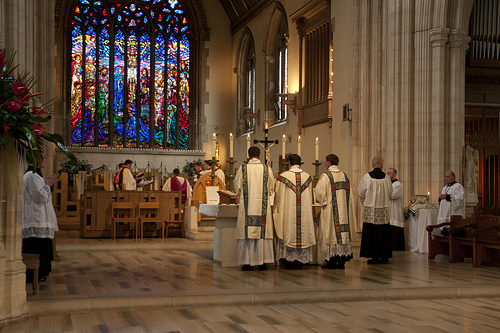
荘厳ミサ
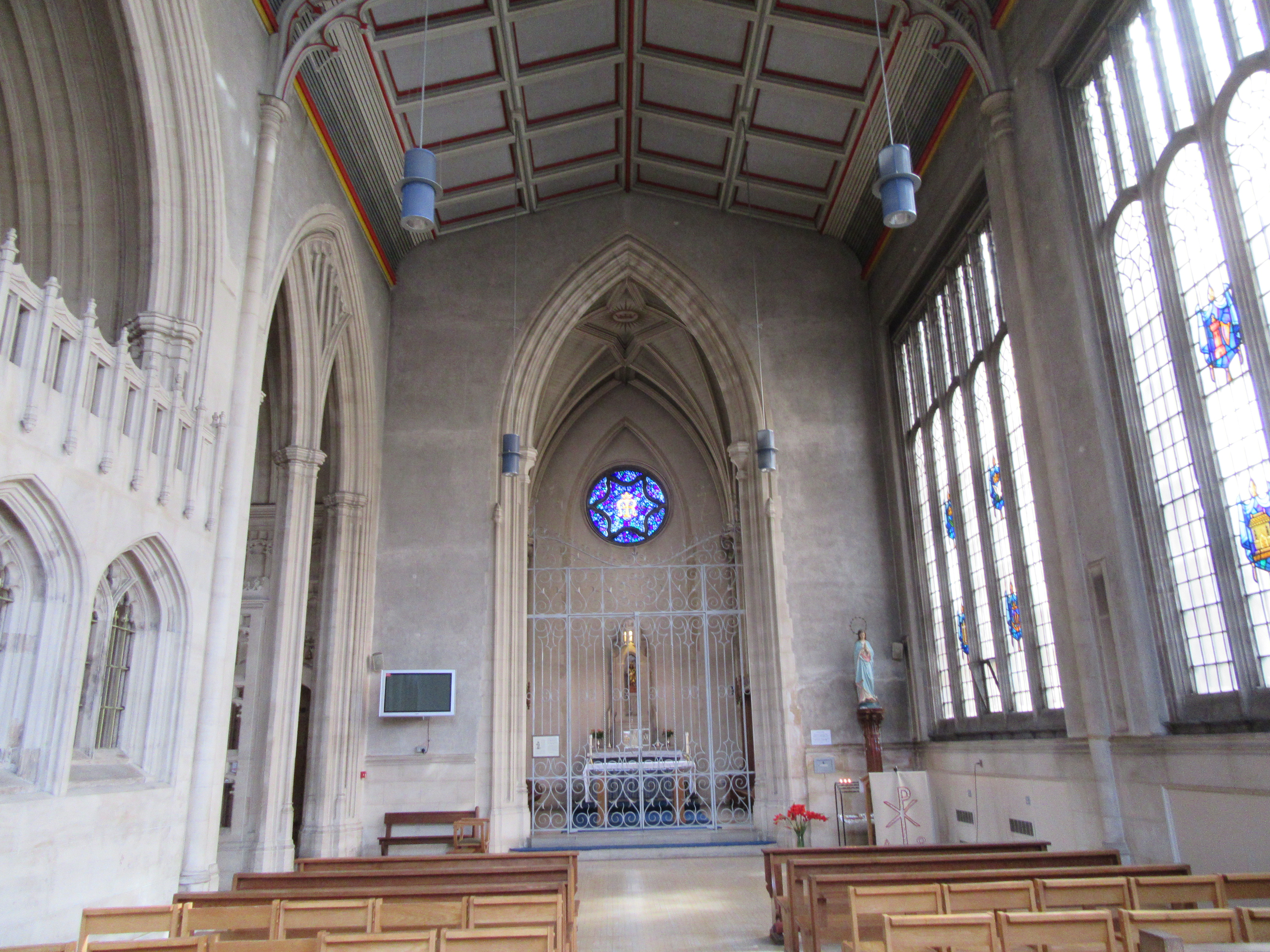
内部の様子
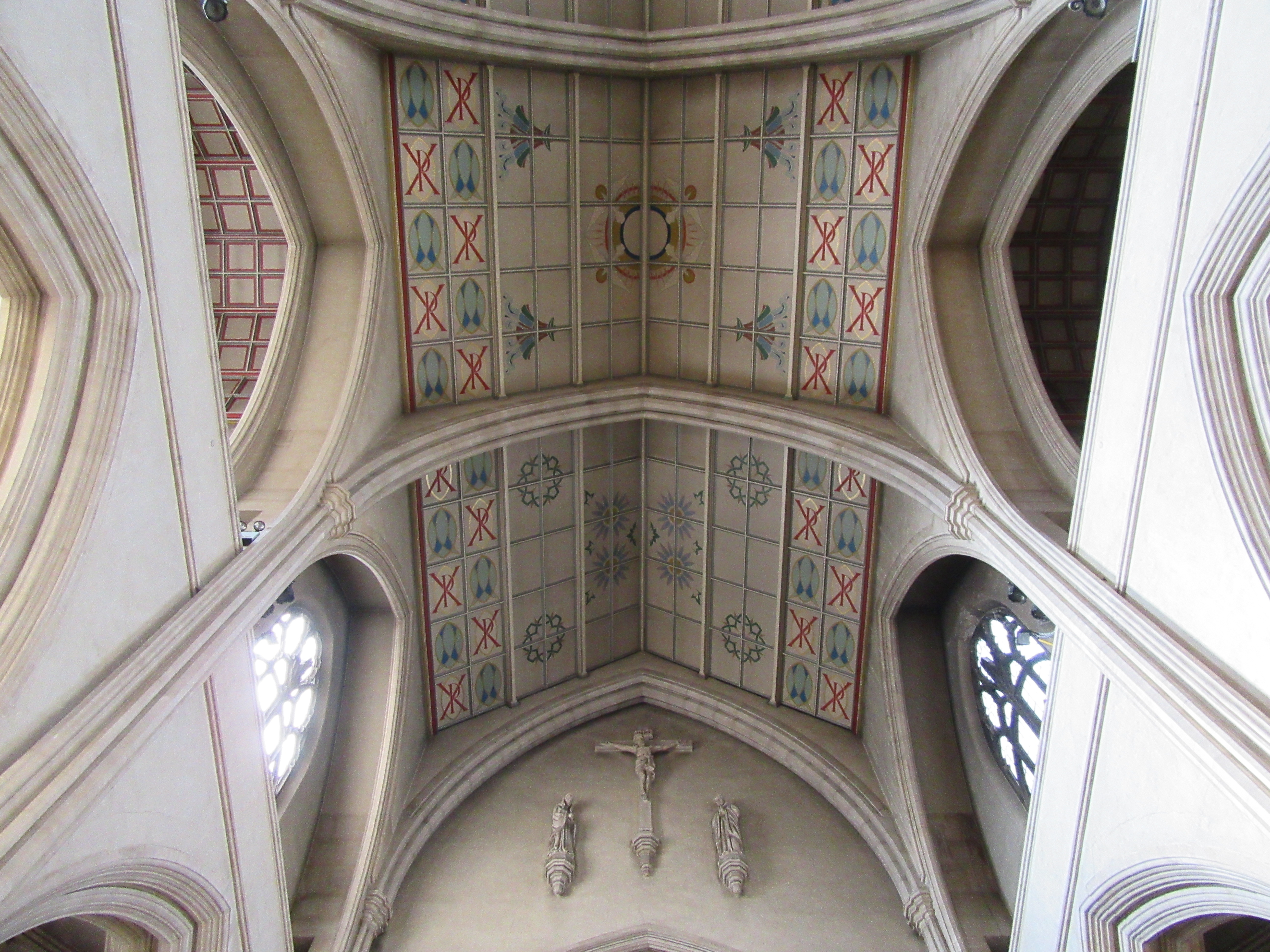
天井